# Metal Gear Online
 (mars 2017).
Metal Gear Online est un jeu vidéo développé par Kojima Productions et édité par Konami, sorti en 2008 sur la console PlayStation 3. Il s'agit d'un jeu d'action-infiltration multijoueur en ligne basé sur le gameplay de la série Metal Gear. Le pack de base est inclus dans Metal Gear Solid 4: Guns of the Patriots (MGS4) et trois extensions sont disponibles en téléchargement. Une version simple sur support Blu-ray Disc est également sortie au Japon. Konami a fermé les serveurs le mardi 12 juin 2012 après quatre années de services.
Metal Gear Online est également l'appellation des modes en ligne de Metal Gear Solid 3: Subsistence et Metal Gear Solid: Portable Ops.

## Système de jeu
Metal Gear Online (MGO) propose des combats tactiques en ligne à 16 joueurs avec un gameplay et des environnements communs à la série. Le gameplay reste fidèle à la philosophie de la série, appelant à une progression lente et coordonnée de chaque membre de l'équipe et où le placement et la capacité à viser est plus importante que les rush nerveux et les réflexes. Le jeu intègre le système de communication SOP qui permet aux membres d'une équipe de partager des informations visuelles à distance.

### Modes de jeu
Le jeu propose onze règles de jeu, qui se jouent principalement en équipe. Chaque partie est divisée en plusieurs rounds à la durée limite donnée. Chaque personnage remporte des points en fonction de ses performances (nombre de tués, de neutralisation, de morts, tirs à la tête, etc) et un classement. Les modes « Survie » et « Tournoi », proposés dans les extensions, constituent des confrontations officielles avec des récompenses à la clé.

#### Règles de jeu
Le « match à mort » et le « match à mort par équipe » sont des confrontations classiques individuelle et par équipe. Le but est d'éliminer le maximum d'ennemis en se faisant tuer le moins possible.
La « mission d'infiltration » est une confrontation à trois partis. Un joueur incarne Old Snake face à deux équipes qui doivent l'éliminer tout en s'affrontant. Équipé de la combinaison de camouflage OctoCamo et de son célèbre Solid Eye, Snake doit récupérer les plaques d'identification des soldats. Il peut être secondé par le robot Metal Gear Mk.II, contrôlé par un autre joueur.
La « mission de capture » est une confrontation par équipe où le but est de ramener les objets Kerotan et Ga-Ko dans la base alliée pour faire défiler un compte-à-rebours. La première équipe dont le compte-à-rebours parvient à zéro ou celle qui est le plus proche de zéro à la fin du temps imparti remporte le round. La « mission de capture solo », disponible depuis la mise à jour 1.30, est basé sur le même principe mais en individuel.
La « mission de contrôle » est une confrontation par équipe où l'objectif est de prendre le contrôle des bases de la carte. L'équipe qui parvient à capturer toutes les bases ou celle qui contrôle le plus de bases à la fin du temps imparti remporte le round.
La « mission de sauvetage » est une confrontation par équipe dans laquelle l'équipe attaquante doit récupérer l'objet Ga-Ko ou Kerotan en zone adverse et le ramener à sa base. Contrairement aux autres types de parties (sauf pour l'infiltration par équipe), les joueurs ne bénéficient que d'une seule vie.
L'« infiltration par équipe » est basé sur le même principe mais les membres de l'équipe attaquante sont équipés d'un camouflage optique et d'armes non létales (à l'exception d'un couteau). Il n'y a pas de respawn : si tous les membres d'une équipe sont tués ou endormis, la partie se termine. Lorsqu'un membre de l'équipe attaquante est découvert par l'ennemi, son camouflage optique et celui de ses coéquipiers est désactivé pendant quelques secondes.
Le « match à mort camo optique », disponible depuis la mise à jour 1.20, est une confrontation individuelle sans respawn dans lequel chaque soldat dispose d'un camouflage optique et d'armes létales. Une frontière concentrique réduit progressivement la zone de combat, amenant une promiscuité forcée entre les soldats. Celui qui a le plus de points à la fin du temps imparti remporte le round.
La « mission bombe », disponible depuis la mise à jour 1.21, est une confrontation par équipe dans laquelle l'équipe attaquante doit placer des bombes à retardement dans les zones d'objectif et les protéger jusqu'à ce que l'une d'entre elles explose. L'équipe défendante doit protéger les zones d'objectif et peut désactiver les bombes grâce à un pulvérisateur de liquide de refroidissement.
La « pause » constitue un mode détente dans lequel les joueurs peuvent se reposer, expérimenter des techniques ou combattre librement sans que cela ait d'incidence sur le rang du personnage, ses statistiques ou l'évolution de ses compétences. Une bombe à retardement peut être collectée et transmise d'un joueur à l'autre afin d'animer la séance.
Deux règles d'options sont activables : les « points Drebin », attribués en fonction des performances du joueur, et qui permettent de débloquer de nouvelles armes au fur et à mesure de la partie, et le « tir à la tête », qui oblige les participants à viser uniquement à la tête sous peine d'être pénalisé.(Vous explosez si votre ennemie meurt d'une balle autre part que la tête

#### Survie et Tournoi
Le mode « Survie » propose des confrontations officielles en équipes de six avec des règles prédéfinies. Elles sont ouvertes tous les jours sauf le mardi de 3h00 du matin à 18h du soir. Le but est d'enchaîner les victoires consécutives pour remporter des points de récompenses. Le mode « Tournoi » propose des tournois officiels par équipe avec des points de récompense et des équipements spéciaux pour prix. Les tournois ont lieu le weekend en soirée et requièrent une inscription préalable.

#### Salons
Il existe différents types de salon où lancer une partie en ligne. Les salons « Groupe automatique » propose des épreuves aux règles fixes en regroupant automatiquement les joueurs par niveau. Les salons « Bataille libre » permet à l'hôte de personnaliser les épreuves (règles, cartes et nombre de rounds). Les salons « Entraînement » propose des entraînements débutants, des entrainements solo et des entraînements de combat chapeautés par des instructeurs volontaires (des joueurs expérimentés). Les salons « Survie » et « Tournoi » sont réservés aux modes du même nom.

### Attributs du personnages
L'apparence, les compétences et l'équipement de chaque soldat peut être personnalisé. La panoplie de mouvements du personnage, l'arsenal et les accessoires à disposition sont essentiellement tirés de MGS4.

#### Mouvements
Le personnage peut s'accroupir, ramper sur le ventre et sur le dos, se plaquer contre les éléments du décor, enjamber les obstacles, sauter en avant ou sur les côtés, grimper aux échelles, se suspendre à une saillie, faire le mort, nager, réveiller et transporter des personnages inconscients... et faire feu dans de nombreuses positions. La maîtrise de techniques de combat rapproché CQC permet de neutraliser les adversaires sans utiliser d'armes à feu. Équipé d'un camouflage optique, le soldat peut braquer l'ennemi par surprise pour le désarmer. Les personnages peuvent coopérer pour faire une courte échelle. Certains lieux dispose d'équipements spéciaux comme des catapultes, qui permettent de se rendre rapidement (mais bruyamment) sur le toit de certains bâtiments ou des poubelles, dans lesquels il est possible de se cacher.

#### Armement
Le personnage peut seulement porter une arme lourde, une arme légère, un couteau et un lot de grenade à main ou de pièges. Les munitions sont disponibles en quantité limitée. L'arsenal comprend une quarantaine d'armes différentes, létales ou non létales, dans les catégories suivantes : couteaux, armes de poing, mitraillettes, fusil d'assaut, fusil de précision, fusil à pompe, grenade à main (incendiaire, paralysante, électronique, fumigène) et pièges (magazine de charme, claymore, mine somnifère, C4, gaz somnifère). Les armes non létales exigent de tirer à la tête pour être efficace. Les armes peuvent être personnalisés par l'ajout d'un silencieux, d'une visée laser, d'un lance-grenade, d'une lunette à grossissement ou d'une lumière éblouissante.

#### Accessoires
Les accessoires peuvent servir au camouflage (camouflage optique, boîte en carton, baril) ou au repérage (jumelles, lunettes de vision nocturne, super scanner). Le camouflage optique rend le porteur quasiment invisible (seules son arme et son ombre trahissent sa présence ou encore son souffle si le personnage est dans un endroit froid). Les lunettes de vision nocturne améliorées, qui associent une vision infrarouge et une amplification lumineuse, permettent de voir dans l'obscurité et de détecter les empreintes de pas récentes. Le super scanner est un sérum qui peut être injecté à l'ennemi après une prise CQC : il engendre une fuite de données dans le système SOP (la position des ennemis liés deviennent visibles).
L'appareil photo permet de prendre des clichés de la partie (les clichés sont sauvegardés au format JPEG sur le disque dur de la console).

#### Système SOP
Le système SOP est un système à base de nanomachines qui permet aux membres d'une même équipe de partager des informations visuelles pendant les combats. Il devient possible de situer ses équipiers dans l'espace (même derrière un bâtiment), de connaître leur cible et leur statut (combat, mort, piège, endormi). C'est un outil important pour la coopération entre équipiers. Le lien est brisé après chaque mort. Il existe des armes et des accessoires permettant de tirer un avantage de l'utilisation du système SOP chez l'ennemi (fuite SOP, déstabilisateur SOP).

#### Personnalisation
L'apparence globale du personnage est déterminé à sa création (physionomie, voix). Elle peut être personnalisé en échangeant les points de récompenses glanés lors des matchs officiels contre de nouveaux vêtements et accessoires (couvre-chef, jambières, peintures faciales, etc). Konami récompense les joueurs de 5000 points en novembre 2008 pour commémorer le million d'inscrits, en janvier 2009 à l'occasion de la « campagne Rookie » et en mars 2009 pour le lancement du pack « Scene » et de l'édition « Platinum » de MGS4.
Le système des compétences permet de personnaliser le personnage selon son style de jeu en lui attribuant des habiletés spéciales qui se développe avec l'expérience. Ces habiletés concernent le maniement des armes (arme de poing, mitraillette, fusil d'assaut, fusil à pompe, fusil de précision, zoom avant, verrouillage, lancer, piège, couteau), le combat rapproché, l'agilité du personnage et le système SOP (exposition ennemi, conscience, alerte cible et scan).
Le personnage se voit attribuer un niveau, un grade, des emblèmes et des médailles. Le niveau du personnage est basé sur les performances de tous les combats et varie de 0 à 22. Les grades sont basés sur les performances durant les combats officiels (Survie et Tournoi) et varie de Rookie à SS. Les emblèmes d'animaux et les médailles sont des distinctions reçues en remplissant certaines actions.

### Personnages uniques
Les personnages uniques sont des personnages tirés de la série qui disposent de compétences et d'équipements spéciaux. Old Snake et le MK. II, disponibles dans le pack de base, sont jouables dans la mission d'infiltration. Meryl Silverburgh, Johnny (Akiba), Mei Ling, Liquid Ocelot, Raiden et 
Vamp, disponibles avec les extensions et souvent jouables pour la première fois dans la série, peuvent être incarnés dans la plupart des modes (un personnage unique par équipe).
Old Snake, le « héros légendaire », est équipé de l'OctoCamo, du FaceCamo, du Solid Eye et d'armes létales et non-létales. Il possède des compétences étendues dans le combat rapproché (mettre KO un ennemi en une seule projection).
Metal Gear Mk. II, le robot miniature contrôlé par Otacon, seconde Snake dans sa mission d'infiltration. Équipé du camouflage optique, il peut électrocuter l'ennemi, le déconcentrer en diffusant des images sexy sur l'écran embarqué et ramasser les plaques d'identification pour les rapporter à Snake.
Meryl Silverburgh, le « leader de feu », peut soutenir les coéquipiers en partageant la position des ennemis proches avec les autres membres de l'équipe grâce au système SOP, en restaurant leur jauge psychologique ou en les aidant à se relever plus rapidement après une perte de conscience. Elle possède aussi des compétences étendues dans le maniement des armes de poing. Par défaut, elle utilise un Desert Eagle à long canon.
Johnny (Akiba), le « piège otaku », peut visualiser tous les pièges à proximité et désamorcer les mines. Il possède le XM8 et le fusil de précision M82A2 qui tue en une balle. Trois morts consécutives réveillent son incontinence chronique qui peut troubler l'ennemi (effet fumigène). En contrepartie, il n'a pas accès au système SOP et ses compétences en combat rapproché CQC sont limités.
Mei Ling, le « capitaine solitaire », peut demander des tirs d'artillerie à lUSS Missouri, utiliser le sonar Soliton pour repérer les ennemis et transmettre les données via le système SOP. Elle peut également charmer les ennemis en prenant une pose sexy.
Liquid Ocelot, « Guns of the Patriots », dispose de la compétence G.O.P. qui consiste en une prise de contrôle du système SOP : les armes ciblées peuvent être temporairement bloquées et les ennemis pris d'un malaise. Il possède des compétences étendues dans le CQC et utilise par défaut un Thor .45-70, une carabine de gros calibre. Il peut enfin « truquer » la partie en ajoutant du temps additionnel à la fin d'une manche.
Raiden, l'« éclaireur sang blanc », dispose d'habiletés physiques étendues avec des déplacements plus rapides et des sauts plus amples. Il porte une épée haute fréquence (un katana) avec lequel il peut parer les balles, un pistolet Mk.23 avec lampe éblouissante, et des couteaux de lancer. Lorsque sa visière est fermée, tous les pièges de l'environnement sont mis en évidence à l'écran. Raiden ne possède pas de nanomachines et ne peut donc pas exécuter de lien SOP.
Vamp, the « undead blade », possède les mêmes habilités physiques étendues que Raiden. Il est équipé d'un couteau de combat et de couteaux de lancer. Lorsqu'il meurt, il ressuscite directement sur place.

### Communication
Les joueurs peuvent communiquer durant la partie par messagerie instantanée vocale (par micro-casque) et textuelle (par clavier réel et virtuel) ou par messages vocaux préprogrammés. Il y a aussi un système de mail, de clan et de liste d'amis.

### Cartes
Les confrontations se déroulent sur quatorze cartes au total : cinq sont disponibles dans le pack de lancement et neuf autres sont disponibles via les pack d'extensions. Certaines cartes sont originales, d'autres sont tirées ou inspirées de précédents épisodes :
Pack de base 
- Ambush Alley, une ville en ruines.
- Blood Bath, un complexe industriel avec souterrain.
- Gronznyj Grad, un complexe militaire (MGS3).
- Midtown Maelstrom, une ville du Moyen-Orient (Metal Gear Solid 4: Guns of the Patriots).
- Urban Ultimatum, une ville occidentale (version remaniée de City Under Siege du mode MGO de MGS3S).

Meme
- Coppertown Conflict, une ville sous un vent de poussière (version remaniée de Brown Town du mode MGO de MGS3S).
- Tomb of Tubs, un réseau d'égouts.
- Virtuous Vista, une centrale électrique d'Amérique du Sud (MGS4).

Gene
- Forest Firefight, une zone forestière (MGS3).
- Silo Sunset, un silo nucléaire (MGS:PO).
- Winter Warehouse, une usine désaffectée sous la neige.

Scene
- Hazard House, un manoir.
- Outer Outlet, un centre commercial.
- Ravaged Riverfront, un village d'Europe de l'Est (MGS4).
- Icebound Inferno, une zone sous un violent blizzard (difficile de voir loin)(MGS4:Shadow Moses).

### Contenus additionnels
Un premier pack d'extension, Gene Expansion, est disponible en téléchargement depuis le 17 juillet 2008. Il apporte trois nouvelles cartes (Coppertown Conflict, Tomb of Tubes et Virtuous Vista), deux personnages uniques aux capacités spéciales (Meryl Silverburgh et Akiba), et le mode « Survie ».
Un second pack d'extension, Meme Expansion, est disponible en téléchargement depuis le 25 novembre 2008. Il apporte trois nouvelles cartes (Forest Firefight, Silo Sunset, Winter Warehouse), deux personnages uniques (Liquid Ocelot et Mei Ling), le mode « Tournoi ». Un pack Gene et Meme Expansion est proposé dans le même temps.
Un troisième pack d'extension, Scene Expansion, est disponible en téléchargement depuis le 17 mars 2009. Il inclut trois nouvelles cartes (Hazard House, Outer Outlet, Ravage Riverfront), deux personnages uniques (Raiden et Vamp). Un pack Gene, Meme et Scene Expansion est proposé dans le même temps.
Deux Codec Pack apportent de nouveaux messages radio, allant du plus comique ("je crois que j'ai la courante", "les bons soldats font toujours des bonnes tombes" etc) à d'autres plus tactiques ("je recharge", "j'ai besoin de renforts immédiatement", etc). Le Slot Perso permet de créer un nouveau personnage.
Des mises à jour gratuites ont apporté de nouvelles règles de jeu, de nouveaux équipements spéciaux et de nouvelles habilités.

## Développement
Metal Gear Online est présenté pour la première fois en version jouable en septembre 2007 lors du Tokyo Game Show.
La phase de bêta-test publique s'est déroulée du 25 avril au 11 mai 2008. Initialement prévue du 21 avril au 6 mai 2008, elle est suspendue et repoussée dès le premier jour à cause du trafic important et des problèmes techniques. La version « Premiere Bêta » est proposée en téléchargement sur le PlayStation Store à partir du 17 avril. Elle permet aux joueurs d'appréhender en avant-première le gameplay de Metal Gear Solid 4: Guns of the Patriots.
Tout comme dans mgo de MGS3S, on peut choisir sa musique dans la sélection des armes.
On retrouve des musiques des anciens opus et de Metal Gear Solid 4: Guns of the Patriots.

## Accueil
| Média         | Note   |
| ------------- | ------ |
| Eurogamer     | 7 / 10 |
| Gameblog      | 3 / 5  |
| Jeuxvideo.com | 15/20  |

En novembre 2008, Konami annonce que plus d'un million de comptes ont été créés sur Metal Gear Online. Metal Gear Solid 4: Guns of the Patriots est réédité le 5 mars 2009 dans la gamme Platinum.

## Championnat du monde
Konami a organisé un championnat mondial officiel, le MGO Online World Championship 2008, dont la finale s'est déroulée à l'occasion du Tokyo Game Show. Les japonais RITA en équipe et +RYU+ en individuel ont remporté l'épreuve.